# François Auguste de Thou

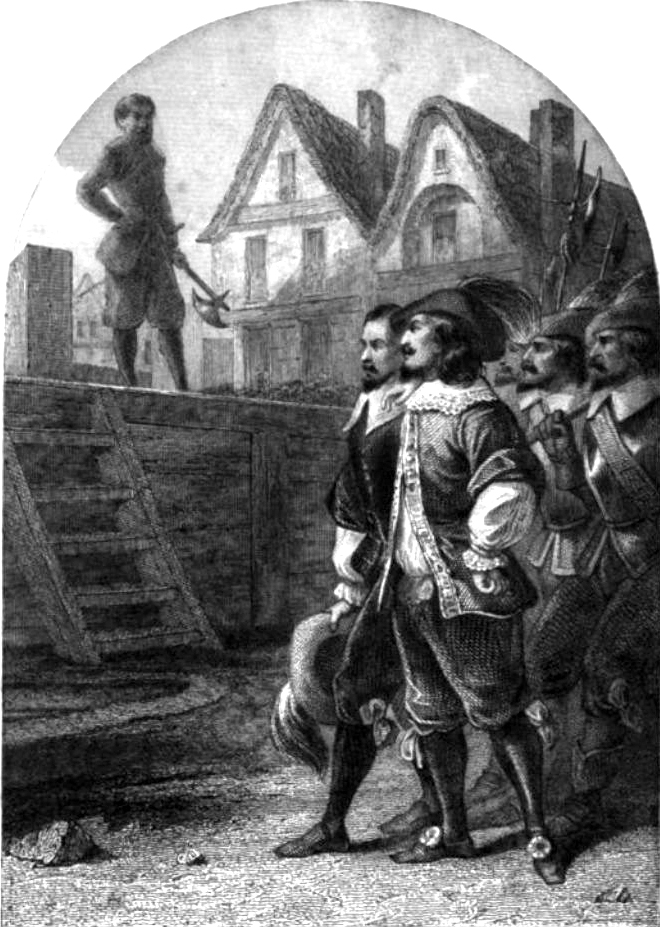
Avrättningen av Cinq-Mars och de Thou.

François Auguste de Thou, född 1607 i Paris i Frankrike, död 12 september 1642 i Lyon, parlamentsråd och senare conseiller d’état, blev dömd till döden och avrättad genom halshuggning, anklagad för inblandning i markis Cinq-Mars sammansvärjning genom ett fördrag med Spanien mot kardinal Richelieu.
François Auguste de Thou var äldste son till Jacques Auguste de Thou. 